# Грађанска платформа (Пољска)
Грађанска платформа (пољ. Platforma Obywatelska, PO), је демохришћанска и либерална конзервативна политичка партија у Пољској.
Основана је 2001. године, те се залаже за економски либерализам, те конзервативне друштвене вредности. ПО је такође ватрени заговорник европске интеграције, те се залаже за пуну сарадњу Пољске с ЕУ.
ПО је била по многим програмским одредницама блиска странци Право и правда, али су председнички и парламентарни избори 2005. године трајно покварили односе међу њима. Под десничарском, владом Јарослава Качињског су се управо око ПО почели окупљати либерални незадовољници, па је захваљујући томе та партија на ванредним изборима 2007. године постала најјача у пољском Сејму. Године 2011. је успела да задржи тај статус.
Грађанска платформа је чланица Европске народне партије (ЕПП) и Центристичке демократске интернационале (ЦДИ).